# ودران رونیه
ودران رونیه (کرواتی: Vedran Runje؛ زادهٔ ۱۰ فوریهٔ ۱۹۷۶) بازیکن فوتبال اهل کرواسی بود.
از باشگاه‌هایی که در آن بازی کرده‌است می‌توان به باشگاه فوتبال بشیکتاش، باشگاه فوتبال هایدوک اسپلیت، باشگاه فوتبال لانس، باشگاه فوتبال المپیک مارسی، و باشگاه فوتبال استاندارد لیژ اشاره کرد.
وی همچنین در تیم‌های ملی فوتبال زیر ۲۱ سال کرواسی و کرواسی بازی کرده‌است.